# Bellmead
Bellmead je město v okrese McLennan County ve státě Texas ve Spojených státech amerických. V roce 2014 zde žilo 10 184 obyvatel. S celkovou rozlohou 16,1 km2 byla hustota zalidnění 633 obyvatel na km2.

## Geografie
Bellmead se nachází na 31°35′48″ s. š., 97°5′48″ z. d..

## Obyvatelstvo
K roku 2014 žilo v Bellmead 10 184 obyvatel. Hustota zalidnění byla 633 obyvatel na km2.
| Rok  | Počet obyvatel |
| ---- | -------------- |
| 1960 | 5127           |
| 1970 | 7698           |
| 1980 | 7569           |
| 1990 | 8336           |
| 2000 | 9214           |
| 2010 | 9901           |
| 2014 | 10 184         |